# Syndrome de De Winter
 (mars 2024).
Pour les articles homonymes, voir De Winter.
 Mise en garde médicale
Le syndrome de De Winter est un profil d'électrocardiogramme (ECG) qui représente souvent un quasi-blocage soudain proche de l'artère descendante antérieure (LAD) gauche,. Les symptômes comprennent la douleur thoracique, un essoufflement, et la sudation.
Bien qu'elle soit généralement due à une obstruction de l'artère LAD, les autres artères du cœur peuvent être impliquées. Les facteurs de risque sont similaires à ceux des autres types de cardiopathies ischémiques. Le mécanisme de base n’est pas clair ; mais peut impliquer une ischémie sous-endocardique ou une circulation collatérale.
Le diagnostic est basé sur un ECG montrant une dépression du segment ST au point J de 1 à 3 mm dans les dérivations V1 à V6, avec des ondes T hautes et symétriques. Le segment ST est ascendant et il y a aussi souvent une élévation du segment ST de 0.5 à 2 mm dans la dérivation aVR,. Le complexe QRS est normal ou légèrement large.
Le traitement est celui d'un infarctus du myocarde avec sus-décalage du segment ST (STEMI), une intervention coronarienne percutanée (ICP) primaire étant préférable,. Le syndrome de De Winter est peu fréquent, représentant environ 2 à 3 % des personnes souffrant d'infarctus du myocarde antérieur. Les hommes sont plus souvent affectés que les femmes. Il est décrit pour la première fois en 2008 par Robbert J. de Winter,.